# Dick Buijsman
Dick Buijsman, ook wel Dick Buysman, was een Nederlandse basgitarist.
Buijsman speelde in muziekgroepen als Singing Dutch Boys, Twinkling Stars, Jollies en Scott Walker. Hij verwierf enige bekendheid toen hij in 1970 startte in de Dizzy Man's Band (hits: Tickatoo en A matter of facts) . In 1972 stapte hij over naar Lucifer en is samen met Margriet Eshuijs en Henny Huisman te horen op hun hit House for sale. Op 8 januari 1975 huwden Dick Buijsman en Margriet Eshuijs in Zaandam, voor de ambtenaar staan dan ook Henny Huisman en Lia van Gullik. In 1976 werd het door hem geproduceerde liedje Someone is waiting for you van Eshuijs door Lucifer gespeeld op het Nationaal songfestival en eindigde als derde. Sandra Reemer won met The party's over. In 1977 verliet Buijsman Lucifer na het album Margriet. Het huwelijk met Eshuijs liep stuk. Uit zijn relatie met Eshuijs heeft hij een zoon. Hij begon een audiobedrijf.
Later dook de naam Dick Buijsman (dan 46) op bij The Scene (1993), in de rol van geluidstechnicus.